# Prolin
Prolin (Pro vagy P) egy α-aminosav, egyike a 20 fehérjealkotó aminosavnak. Kodonjai a CCU, CCC, CCA és a CCG. 
Nem esszenciális aminosav, ami azt jelenti, hogy az emberi szervezet képes szintetizálni.
Ez az egyetlen olyan fehérjealkotó aminosav, ahol az  α-aminocsoport szekunder amin. 
A prolin nevet Emil Fischer adta a vegyületnek 1904-ben a pirrolidin gyűrűről.

## Kémia
Az oldallánc gyűrűs szerkezete a diéderes szöget  kb. -75°-ra rögzíti, ami különleges konformációs merevséget kölcsönöz a prolinnak a többi aminosavhoz képest. A fehérje hajtogatódás (folding) során a prolin kevesebb konformációs entrópiát veszít és valószínűleg ezért fordul elő  gyakrabban a termofil organizmusok fehérjéiben.
A prolin általában a szabályos másodlagos fehérjeszerkezeti elemek közötti elválasztó helyeken áll
(alfa hélixek és béta lemezek között).
Mivel a prolinnak nincs hidrogénje az amidcsoporton, nem viselkedhet hidrogénkötésekben donorként csak akceptorként.